# Cinema western
O chamado cinema western, também popularizado sob os termos "filmes de cowboys" ou "filmes de faroeste", compõe um gênero clássico do cinema norte-americano (ainda que outros países tenham produzido westerns, como aconteceu na Itália, com o seu western spaghetti). O termo inglês western significa "ocidental" e refere-se à fronteira do Oeste norte-americano durante a colonização. Esta região era também chamada de far west (extremo oeste) — e é daqui que provém o termo usado no Brasil e Portugal, faroeste (também se usou o termo juvenil bang-bang, na promoção das antigas matinês e de quadrinhos). Os westerns podem ser quaisquer formas de arte que representem, de forma romanceada, acontecimentos desta época e região. Além do cinema, podemos referir ainda a escultura, literatura, pintura e programas de televisão.
Ainda que os westerns tenham sido um dos gêneros cinematográficos mais populares da história do cinema e ainda tenha muitos fãs, a produção de filmes deste gênero é praticamente residual nos tempos que correm, principalmente depois do desastre comercial do filme Heaven's Gate (As portas do céu, em Portugal e O portal do paraíso no Brasil), de Michael Cimino, no início da década de 1980. Contudo, houve ainda alguns sucessos comerciais posteriores que foram, inclusive, galardoados com o Óscar de melhor filme, como Dances with Wolves (Dança com Lobos) de Kevin Costner, ou Unforgiven (Imperdoável, em Portugal, Os Imperdoáveis, no Brasil) de Clint Eastwood. Mas os westerns que vêm à memória da maioria dos cinéfilos são, mesmo, os da sua época áurea: os filmes de John Ford, Howard Hawks, entre outros nomes cimeiros do cinema.

## Características principais
Os westerns, definidos pelo crítico francês André Bazin como o "cinema americano por excelência", no seu livro O que é o cinema?, foram também considerados por um dos seus principais criadores, Clint Eastwood, como a única forma de arte originalmente norte-americana, à excepção do jazz.
O cenário dos westerns é, como já foi dito, o Velho Oeste dos Estados Unidos, a partir da linha do Mississippi, desde o período que precede a Guerra Civil Americana (o Antebellum) até ao virar do século XX. Alguns destes filmes incorporam cenas passadas ou relacionadas com a Guerra Civil Americana, mas de forma rara ou mesmo secundária, já que o oeste não se envolveu na guerra com a mesma intensidade do leste dos Estados Unidos. É o tempo da ocupação de terras; do estabelecimento de grandes propriedades dedicadas à criação de gado; das lutas com os índios e a sua segregação; das corridas ao ouro na Califórnia; da demanda das terras prometidas (como o estabelecimento do Estado do Utah, pelos mórmons) e da guerra no Texas.

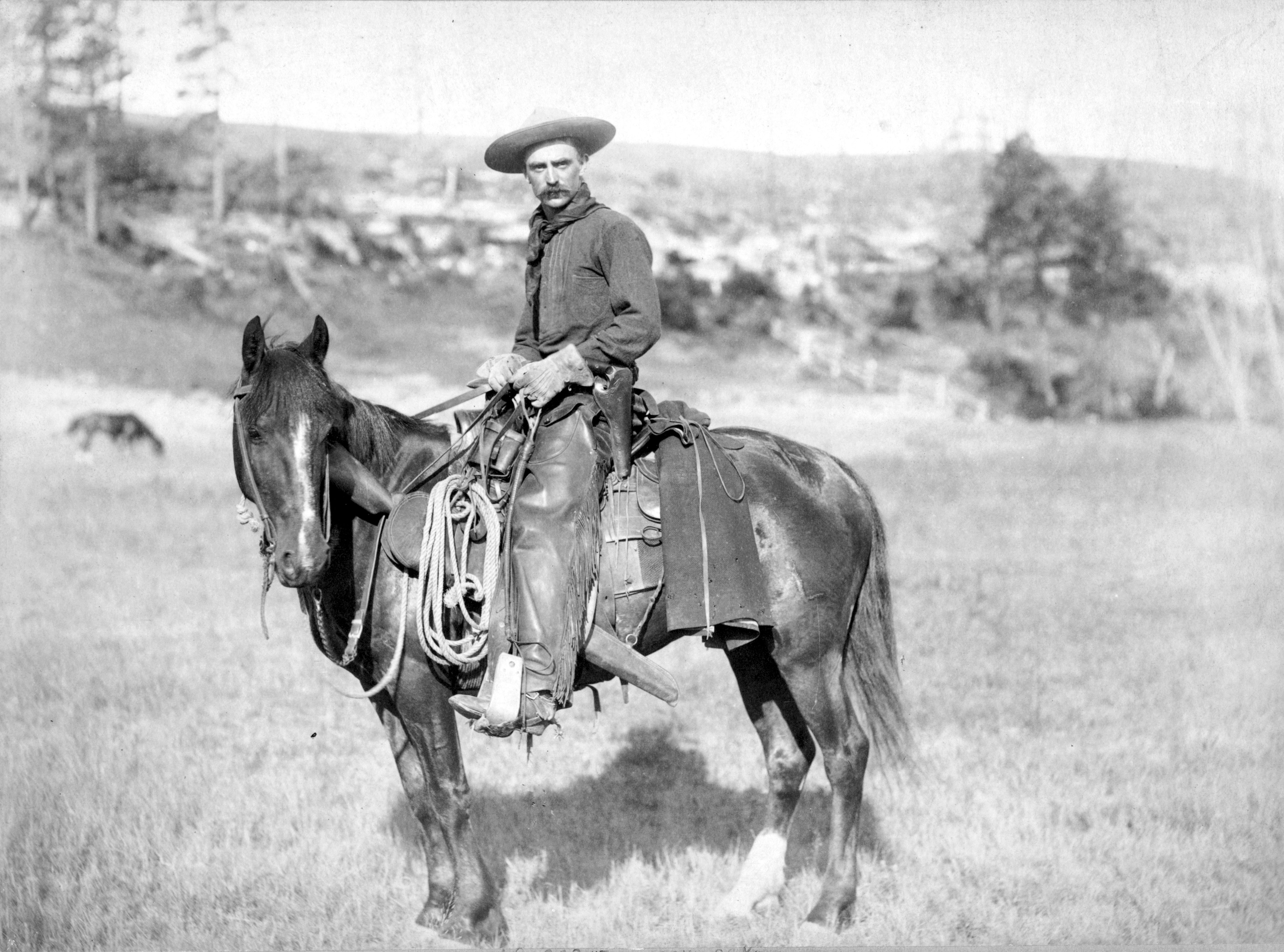
A imagem típica de um cowboy

O tipo de personagem mais comum deste gênero fílmico é o do cowboy solitário (rigorosamente, nem os deveríamos chamar de cowboys, porque nem sempre são criadores de gado, sendo frequentemente pistoleiros, bandoleiros, jogadores, xerifes, garimpeiros ou, simplesmente, vadios) que vagueia de cidade para cidade, possuindo apenas a roupa que traz no corpo, um revólver e um cavalo (opcional). O exemplo clássico do pistoleiro solitário é Shane (do filme homônimo de 1953, conhecido no Brasil por Os brutos também amam).
As cidades são compostas, geralmente, de apenas uma avenida principal onde se destacam o saloon (local de jogatina, álcool e, eventualmente, prostituição), e a cadeia, onde reside o xerife. A tecnologia da época aparece frequentemente a fazer contraponto às cidades jovens, sem outra lei que não a da força e das armas. Assim, o telégrafo (constantemente vandalizado por grupos de bandidos ou pelos índios), a locomotiva, e mesmo a imprensa aparecem como elementos que prenunciam a chegada da civilização e da ordem, e simbolizando a transitoriedade do estilo de vida quase selvagem da fronteira ocidental. A crença no Manifest Destiny (Destino Manifesto), pelo qual a posse do continente, do Oceano Atlântico ao Oceano Pacífico, estava destinado, pela providência divina, aos Estados Unidos, é frequente entre as personagens que procuram o Oeste em busca de um futuro glorioso, movidos por ideais patrióticos.
As perseguições e os confrontos físicos dramáticos, em gênero de duelo, são as técnicas mais utilizadas para ressaltar o ingrediente básico da ideia de perigo iminente, numa sociedade onde os riscos se sucedem diariamente e onde a violência parece ser a única forma de garantir a segurança.
A ideia de viagem é uma constante: os vaqueiros atravessam longas extensões de território com o gado; as diligências cortam as estradas ermas, parando em algumas parcas estalagens; as caravanas percorrem as planícies inóspitas e, às vezes, há um forte a marcar a presença militar dos colonizadores.

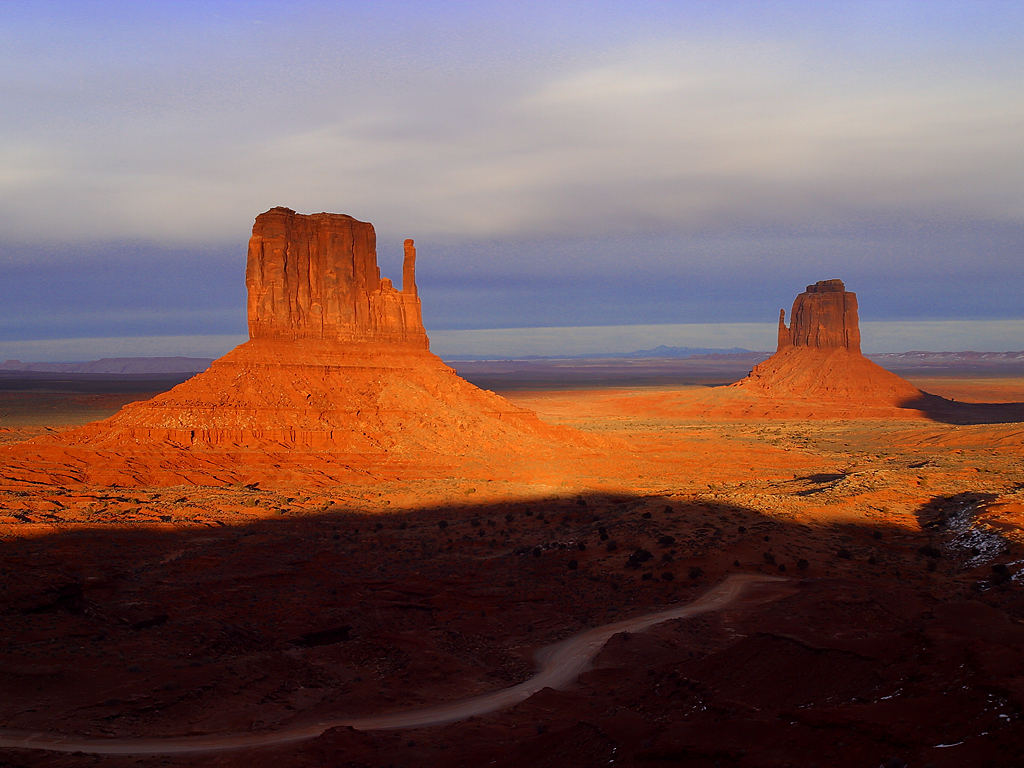
Monument Valley, Arizona, cenário recorrente em muitos dos westerns mais conhecidos

É basicamente apenas com estes elementos que alguns dos mais afamados filmes se criaram. Em termos narrativos, as histórias costumam ser lineares, sem grandes enredos, com uma moralidade bem definida (como sempre, o bem tem de vencer de uma forma ou de outra). Como pano de fundo, a paisagem é marcada por grandes espaços abertos, como os de Monument Valley, que se tornaram emblemáticos e quase que se podem assumir como a personagem principal do filme. As personagens dos westerns identificam-se, de resto, com estes espaços e com a relação entre a terra e o céu aberto.
Outro elemento frequente é o do conflito entre os colonizadores brancos e os povos indígenas.
O próprio gênero do western inclui em si vários sub-gêneros, como o western épico, o chamado "shoot 'em up" (onde a ação e os tiroteios se sucedem de uma forma irracional), os musicais, o drama, a tragédia e mesmo, algumas comédias e paródias. Os elementos básicos do western clássico foram depois repensados, criticados e postos em causa por filmes que podem ser considerados como fazendo parte do western revisionista.
Os cowboys e os pistoleiros costumam ter sempre um papel importante nestes filmes — o que é notório na forma popular como estes filmes são designados na língua portuguesa. Lutas com índios são também frequentes, ocupando estes, de uma forma geral, o papel de uma ameaça; os westerns "revisionistas" pretenderam, depois, tratar de forma mais benévola o papel dos povos indígenas, passando estes a tomar o lugar de "bons da fita". Nos anos 1970 surgiram vários exemplares dessa corrente: Little Big Man (O pequeno grande homem, no Brasil), que mostra o anteriormente herói cultuado General Custer como um homem ambicioso e desequilibrado; A Man Called Horse (Um homem chamado cavalo, no Brasil), o primeiro de uma trilogia com o ator inglês Richard Harris; e Soldier Blue (Quando é preciso ser homem, no Brasil), de 1970, com Candice Bergen, que mostra cenas chocantes de um massacre de índios.
Outros temas recorrentes são as jornadas pelo Oeste americano, ou os ataques de grupos mais ou menos organizados de bandidos que aterrorizam as pequenas cidades nascentes, como acontece em The Magnificent Seven (Os sete magníficos, em Portugal, e Sete homens e um destino, no Brasil).

## Westernse cultura popular
A cultura popular mundial, hoje em dia muito influenciada pela cultura norte-americana em virtude da globalização, costuma preferir e valorizar a cultura da honra, em oposição à cultura do direito e da lei. Os westerns retratam uma sociedade onde o indivíduo é valorizado pela luta que estabelece com o seu meio e onde os códigos de honra (não atirar pelas costas, por exemplo) se sobrepõem à lei e onde se estabelece uma hierarquia social assente na reputação granjeada através de atos de violência ou através da generosidade criadora de dependência nas relações humanas.
Estes temas não são exclusivos do western e caracterizam muito os filmes de gangsters, os filmes de vingança e, numa perspectiva mais global, os filmes de samurais (gênero de cinema japonês) que, por vezes, inspirou os argumentos de alguns westerns bem conhecidos, como The Magnificent Seven, de 1960, baseado em Shichinin no samurai (Os Sete Samurais), filme de 1954 de Akira Kurosawa.
A civilização nem sempre é vista como um bem a ser alcançado. Por vezes é, até, considerado um destino lamentável, ameaçador de um estilo de vida viril muito valorizado pelo subconsciente colectivo.

## Oswesternsem Hollywood

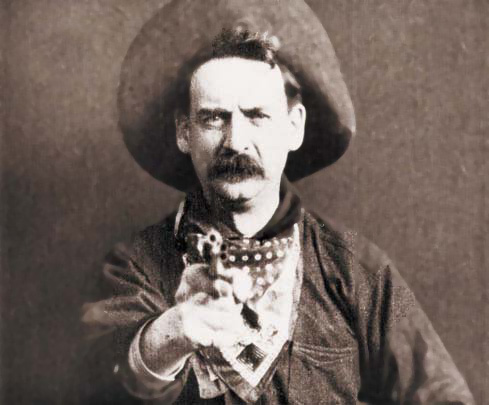
Justus D. Barnes numa famosa imagem do western pioneiro The Great Train Robbery, de 1903

No cinema, o western remonta às produções de Kit Carson, de 1903 e The Great Train Robbery, um filme mudo dirigido por Edwin S. Porter e protagonizado por Broncho Billy Anderson. Realizado em 1903, a sua popularidade entre o público da altura granjeou a Anderson o privilégio de se tornar o primeiro cowboy estrela de cinema, como se verificou nas centenas de curta-metragens em que depois participou. Mas, a concorrência não se fez esperar, e William S. Hart tornou-se em breve outro astro de uma arte que dava os primeiros passos.
É interessante verificar que o primeiro filme rodado em Hollywood, em 1910, In Old California, de D.W. Griffith, foi um western. De facto, Griffith é muitas vezes apontado como o grande renovador artístico do gênero. Outro filme, The Squaw Man, de 1914, em que estreava Cecil B. DeMille, seria o primeiro longa-metragem realizado na "meca do cinema". DeMille transpôs para o cinema, no mesmo ano, a obra pioneira, nos Estados Unidos, do western literário, The Virginian, e teve, mesmo, a colaboração do autor Owen Wister na elaboração do argumento.
O gênero foi sofrendo uma evolução constante, perante a crescente popularidade da fórmula. Em 1923, James Cruze realizava o primeiro western épico, The Covered Wagon, sobre uma longa viagem pelos territórios selvagens até à Califórnia. Seria no ano seguinte que John Ford faria sucesso com The Iron Horse, sobre a construção do caminho de ferro de costa a costa.

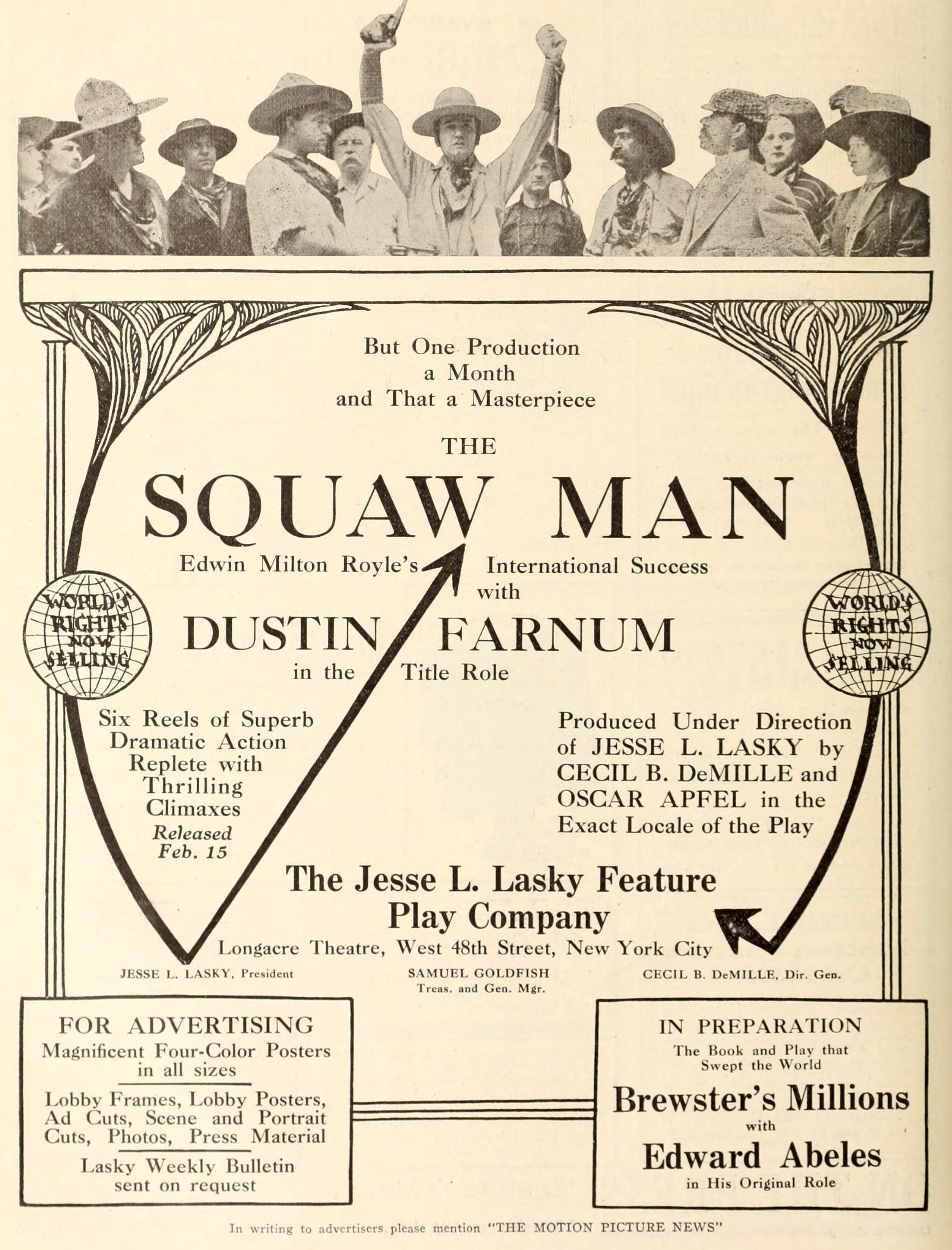
The Squaw Man (1914)

Os estúdios passaram a produzir mais de uma centena de westerns por ano, ainda que a maior parte, formada por humildes filmes B, não seja muito significativa para a evolução do gênero. Raoul Walsh, com o seu The Big Trail (A grande jornada), de 1930, usou a película de setenta milímetros, que permitia englobar a paisagem fascinante da fronteira ocidental — além de outra aquisição importante: a revelação de John Wayne. No ano seguinte, Cimarron, de Wesley Ruggles, tornar-se-ia o único dos clássicos do gênero a receber um Óscar para o melhor filme, proeza que só seria mais tarde repetida por Kevin Costner e Clint Eastwood.
A idade dourada do western norte-americano tem como expoente máximo, e de forma quase unânime, o trabalho de dois realizadores incontornáveis: John Ford, que foi o grande impulsionador da carreira de John Wayne, e Howard Hawks. O épico de 1939, Stagecoach (em Portugal, Cavalgada heroica, e no Brasil No tempo das diligências) é, por muitos, considerado um dos melhores westerns de sempre e, mesmo, um dos filmes mais importantes da história do cinema — supostamente, Orson Welles tê-lo-ia visto vezes sem conta antes de realizar a sua obra-prima Citizen Kane (em Portugal, O mundo a seus pés, e Cidadão Kane, no Brasil). Em 1946, Ford filmaria ainda My Darling Clementine (Paixão dos fortes, no Brasil), a saga de Wyatt Earp e Doc Holliday, com o famoso tiroteio no Curral OK — personagens e local reais que se tornaram mitológicos na história do Oeste norte-americano.

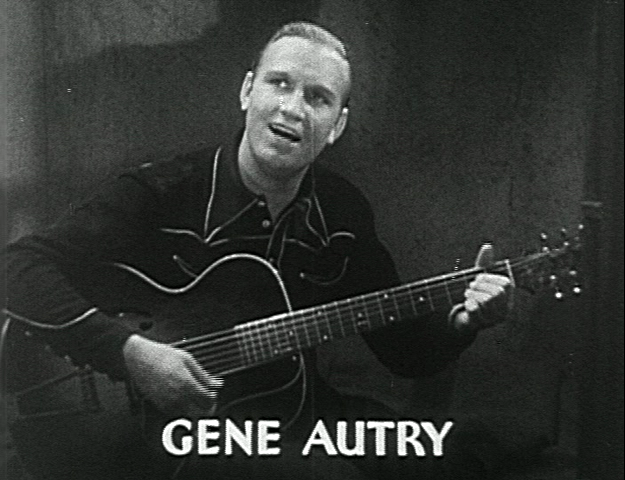
Gene Autry em "Oh, Susanna!"

Os saturday afternoon movie (matinês, no Brasil) constituíram um fenômeno pré-televisivo onde se projetavam muitas vezes séries e seriados de westerns. Audie Murphy, Tom Mix e Johnny Mack Brown tornaram-se os primeiros ídolos de uma audiência jovem. Os cowboys cantores, como Gene Autry, Roy Rogers (e sua esposa Dale Evans) e Rex Allen foram também populares. Cada um tinha um cavalo acompanhante que também partilhava a fama do dono, como o golden palomino Trigger, de Roy Rogers. A Republic Pictures fez sucesso com seriados e filmes sobre Zorro, Lone Ranger, Red Ryder, Jesse James e The Three Mesquiteers.
Algumas séries B também fizeram sucesso, como Cisco Kid, Lash LaRue (Dom Chicote, no Brasil) e Durango Kid.
Herbert Jeffreys, no papel de Bob Blake, com o seu cavalo Stardust, entrou em vários filmes pensados para uma audiência afro-americana, quando a segregação racial se estendia aos cinemas. Bill Pickett, conhecido pelas suas participações em rodeios, era também uma presença regular nestas últimas matinés.
Em 1942, William Wellmann realizaria um filme que introduziria, de forma angustiante e com uma profundidade psicológica muitas vezes referida, novos temas e novas perspectivas para o gênero. The Ox-Bow Incident (Consciências mortas, em Portugal), ao lidar com uma das mais frequentes receitas do western: o linchamento (Brasil) ou a vingança feita na hora, pelas próprias mãos, e a irresponsabilidade de tais atos. É um dos filmes mais tocantes da história do cinema, aproveitando as lições de Ford e antecipando o cinema mais crítico após os anos 1960. William Wyler e Fritz Lang, conhecidos noutros gêneros cinematográficos, também realizaram algumas obras de referência.
Em 1954 foi lançado Johnny Guitar, que trazia mulheres em papel de destaque, disputando as atenções de um forasteiro. O filme não fez sucesso à época, mas depois entraria para a história do cinema como precursor do destaque feminino nesse gênero.
O revisionismo iniciado na década de 1960 questionou muitos dos temas e características próprias dos westerns; para além da já referida mudança de perspectiva em relação aos povos indígenas, que deixam de ser "selvagens" apenas para serem redimidos na imagem do "bom selvagem", as audiências começaram também a exigir argumentos mais complexos, que não se limitassem ao dualismo simples do herói contra o vilão, além de se começar a criticar o uso indiscriminado da violência como forma de imposição das personagens (porque é que o "bom" tinha de ser melhor que o "mau" no uso do revólver?). Pode-se referir vários filmes que assim se posicionaram: desde o clássico The Man Who Shot Liberty Valance (em Portugal, O homem que matou Liberty Valance, no Brasil O homem que matou o facínora), de John Ford, onde se reflete sobre a própria temática do western, o uso da violência, bem como a vertente "lendária" deste gênero de história; passando por Little Big Man, de Arthur Penn, com Dustin Hoffman; bem como os mais recentes Dances with Wolves (Dança com lobos, no Brasil) e Unforgiven (Imperdoável, na tradução portuguesa). Outros deram mais importância ao papel das mulheres, como em Open Range (Pacto de justiça, no Brasil), de Kevin Costner; ou The Missing (Desaparecidas, no Brasil) de Ron Howard. Em 1969, Claudia Cardinale teve, também, um papel importante em Once Upon a Time in the West (Era uma vez no Oeste, na tradução portuguesa).

## Owestern spaghetti

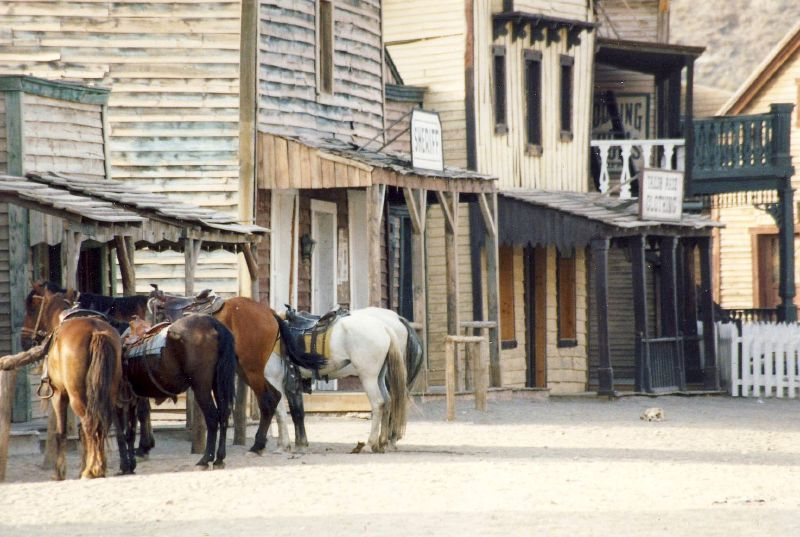
Cenários de faroeste em Almeria, Espanha, usados por Sergio Leone em seus famosos filmes dos anos de 1960

Durante a década de 1960 e a de 1970, deu-se um certo revivalismo com obras realizadas principalmente na Itália, com os chamados western spaghetti ou "ítalo-westerns". Muitos destes filmes — de baixo orçamento; produzidos por italianos, espanhóis ou alemães; filmados onde fosse mais barato (na Espanha e na Jugoslávia por exemplo) — caracterizavam-se por um teor de violência extrema e muita ação, ou uma dose não desprezável de melodrama, ao gosto popular.
Contudo, os filmes mais apreciados do gênero têm uma dimensão paródica não desprezável, como acontece nos western spaghetti de Sergio Leone. A estranha sequência inicial de Once Upon a Time in the West é uma deturpação consciente da cena de abertura do clássico de Fred Zinnemann', High Noon (O comboio apitou três vezes, na versão portuguesa, e Matar ou morrer, no Brasil). Além disso, costuma-se dizer que Leone revolucionou o gênero, se transformando num divisor de águas: o western pode ser divido em "antes" e "depois" de Sergio Leone. Na chamada Trilogia dos Dólares (Por Um Punhado de Dólares, Por Uns Dólares a Mais e Três Homens em Conflito) não há um "mocinho" no sentido clássico (leal, politicamente correto e de inquestionável retidão moral). Em vez disso, temos um "herói às avessas" ou anti-herói, o Homem Sem Nome interpretado por Clint Eastwood, que na verdade é um mercenário em busca de fortuna. Além disso, os xerifes são corruptos e os protagonistas não se envolvem em romances.
Clint Eastwood tornou-se famoso na celebrada trilogia de Leone, que também é considerada a mais representativa do gênero. Outros atores, como Lee van Cleef, James Coburn, Klaus Kinski, Franco Nero (no filme Django, de 1966, dirigido por Sergio Corbucci) ou Henry Fonda também tiveram presença assídua nestes filmes, tendo um destaque especial para Giuliano Gemma, Terence Hill e Bud Spencer, que estrelaram clássicos como O Dólar Furado, Uma Pistola para Ringo, Meu Nome é Ninguém e o sucesso Trinity.
Uma variante do gênero é chamada de Zapata Western, filmes ambientados durante a Revolução Mexicana.

## Os estudos dos gêneros e owestern
O revisionismo da década de 1960 e 1970 deve muito ao facto de acadêmicos e críticos da altura se debruçarem para o cinema enquanto legítima forma de arte emergente cuja linguagem convinha decodificar. A teoria do cinema dava os seus primeiros passos, no sentido de desvelar os significados da linguagem própria do cinema. Dentro deste movimento intelectual, a par dos estudos sobre literatura, emergiu o ramo da crítica que receberia o nome de estudos dos gêneros (não confundir com estudo de gêneros, que teorizam sobre as diferenças entre homens e mulheres). Tendo, inicialmente, uma abordagem semiótica, semântica e estruturalista, estes estudos revelaram a forma como vários filmes semelhantes transmitiam sentidos especificamente distintos. Há muito ridicularizados pela crítica devido ao seu moralismo simplista, os westerns passaram a ser considerados como uma série de códigos e convenções que atuavam como métodos imediatos de comunicação com as audiências. Por exemplo, um chapéu branco representa o "bom"; o chapéu negro, o "mau"; duas pessoas frente a frente numa rua deserta conduzem sempre a um desfecho imprevisto; os vaqueiros são solitários; os habitantes das pequenas cidades têm preocupações familiares e sentido de comunidade, e assim por diante...
Todos os filmes deste gênero podem ser lidos à luz de uma série de códigos ou das variações possíveis nesses códigos linguísticos. Os filmes passaram, então, a utilizar esses mesmos códigos com o fim de os desconstruir. Little Big Man e Maverick fizeram-no através da comédia. Em Dances with Wolves, de Costner, recuperaram-se os códigos e convenções do western clássico para se reverterem os papéis habituais: os índios norte-americanos passam a ocupar o lugar de bons, enquanto que a cavalaria dos Estados Unidos assume o papel dos maus (repare-se que até nisto John Ford se tinha antecipado: ele, que realizara Stagecoach, onde os índios são a ameaça, fez o seu último grande western em homenagem a um dos povos massacrados, em Cheyenne Autumn). Os lucros desse filme fizeram com que Costner, que havia participado de Silverado, um dos poucos westerns da década de 1980 a obter sucesso, se motivasse a realizar novas incursões pelo gênero: como a de 1994, interpretando Wyatt Earp em outra das inúmeras versões do antigo delegado. Suas escolhas revisionistas, nesse filme e no mais recente Open Range, acabaram por se mostrar desgastadas. Já Clint Eastwood foi mais feliz em Unforgiven, quando também voltou a usar os elementos típicos do gênero, subvertendo as reações das personagens que, em vez da habitual virilidade ideal perante a morte, gritam, choram, lamentam-se e imploram clemência; e, em vez do aparecimento de um herói que salva o dia, há apenas a crua e nua vingança de alguém que não espera tipo algum de redenção.
Devido aos estudos dos gêneros, tornou-se habitual argumentar que os westerns não teriam, obrigatoriamente, de se passar no Oeste americano nem no século XIX. Filmes como Hud, com Paul Newman; Os Sete Samurais, de Akira Kurosawa; O Cangaceiro, do brasileiro Lima Barreto; ou alguns filmes de John Carpenter, como Assault on Precinct 13 (Assalto à esquadra 13, em Portugal) seriam, da mesma forma, westerns. Por outro lado, alguns filmes, apesar de se localizarem no faroeste, não seriam, necessariamente, westerns. É frequente ouvir alguns críticos classificarem alguns filmes como "westerns urbanos", por exemplo.

## Influências
Os westerns inspiraram-se em grande parte em outras formas de arte, como a ópera ou as sagas nórdicas, assim como outras formas de arte inspiraram-se nos westerns. Não por acaso, westerns são conhecidos como horse opera.
Além da já referida influência internacional dos filmes japoneses de samurais de Akira Kurosawa em The Magnificent Sevens, filmes como Per un pugno di dollari (Por um punhado de dólares, em Portugal) ou Last Man Standing (O último a cair, em Portugal; e O último matador, no Brasil) são também remakes do filme Yojimbo, também de Kurosawa que, por sua vez, se deixou influenciar pelo romance policial Red Harvest, de Dashiell Hammett.
Apesar da guerra fria, o western teve também os seus seguidores na URSS, que desenvolveu o seu tipo particular: o ostern ou "western vermelho". O ostern assumiu duas formas distintas: ou eram westerns convencionais filmados nos países do leste europeu ou, então, filmes de ação que decorriam durante a Revolução Russa, durante a guerra civil ou durante a rebelião Basmachi, de povos turcos que assumiam o papel tradicionalmente reservado aos mexicanos nos westerns dos Estados Unidos. No México, surgiu o subgênero charro western, misturando os westerns com elementos locais.
No Brasil, a influência dos westerns começa ainda no cinema mudo com o filme Dioguinho de 1907, baseado em um bandido de mesmo nome, o cangaço levou a que se produzisse uma série de filmes, conhecidos nos anos 1960 como o "ciclo do cangaço" nordestern, western macaxeira ou western feijoada. A influência pode ser notada em telenovelas brasileiras como Irmãos Coragem (1970), Jerônimo, o Herói do Sertão (1972) e Bang Bang (2005).
Outro desenvolvimento do gênero originou o chamado "western pós-apocalíptico", filmes de ficção científica nos quais se retrata uma sociedade futura que tenta erguer-se depois de uma qualquer catástrofe social ou ecológica, num ambiente desolado que lembra em muito a fronteira oeste-americana do século XIX. Filmes como The Postman (O mensageiro, no Brasil) de Costner, ou a série de filmes Mad Max, ou mesmo o jogo de computador Fallout, representam o gênero.
De facto, até as séries de sobre viagens espaciais são diretamente inspiradas nos westerns, sendo muitas vezes classificados como space westerns. Influências sutis podem incluir a exploração de fronteiras sem lei no espaço profundo, enquanto influências mais abertas podem apresentar cowboys literais no espaço sideral que usam armas de raios e cavalgam cavalos robóticos. Outland, de Peter Hyams, é a transposição do argumento de High Noon para o espaço sideral. Gene Roddenberry, o criador da série de televisão Star Trek, inspirado na série Wagonn Trai descreveu o programa como "uma carruagem para as estrelas", The Magnificent Seven serviu de inspiração para Battle Beyond the Stars. Na série de série de filmes Star Wars, George Lucas criou o contrabandista Han Solo, nitidamente inspirado nos cowboys do cinema, um exemplo mais recente da franquia, é a série televisiva The Mandalorian.
Outros exemplos incluem as séries animadas Bravestarr e The Adventures of the Galaxy Rangers e a série live-action Firefly e seu filme Serenity, criados por Joss Whedon.
O filme Cowboys & Aliens pertence ao gênero weird west, tal como o seriado cinematográfico The Phantom Empire e a série de televisão The Wild Wild West, ou seja, são westerns em seus cenários tradicionais com elementos de fantasia, ficção científica ou terror.
Filmes de outros gêneros comportam igualmente elementos típicos do western. Por exemplo, Kelly's Heroes é um filme de guerra, mas tanto a ação como os personagens são paradigmaticamente de um western. O filme britânico Zulu, passado durante a Guerra Anglo-Zulu, segue as mesmas prerrogativas, ainda que a ação se localize na África do Sul.
Da mesma forma, o gênero fantástico dos super-heróis tem, também, sido descrito como um derivado dos westerns. O super-herói assemelha-se aos cowboys dos westerns, ainda que esteja armado de poderes transcendentes ao gênero humano e atue num ambiente urbano.
As paródias ao western têm sido muitas. Talvez as mais conhecidas sejam Cat Ballou, com Lee Marvin e Jane Fonda, e Blazing Saddles (Balbúrdia no Oeste, em Portugal, e Banzé no Oeste, no Brasil), de Mel Brooks. um exemplo recente é o filme de animação Rango (2011).
Há também os neo-westerns, filmes que usam os temas dos westerns em cenários modernos, como a Trilogia Mariachi de Robert Rodriguez.
A influência também pode ser percebida nas séries de televisão The Walking Dead, baseada em um série de quadrinhos de mesmo sobre um apocalipse zumbi, e Westworld, dirigida por J.J. Abrams e baseada no filme de mesmo nome do escritor e cineasta Michael Crichton sobre um parque de diversões inspirado no Velho Oeste encenado por robôs.

## Westernstelevisivos

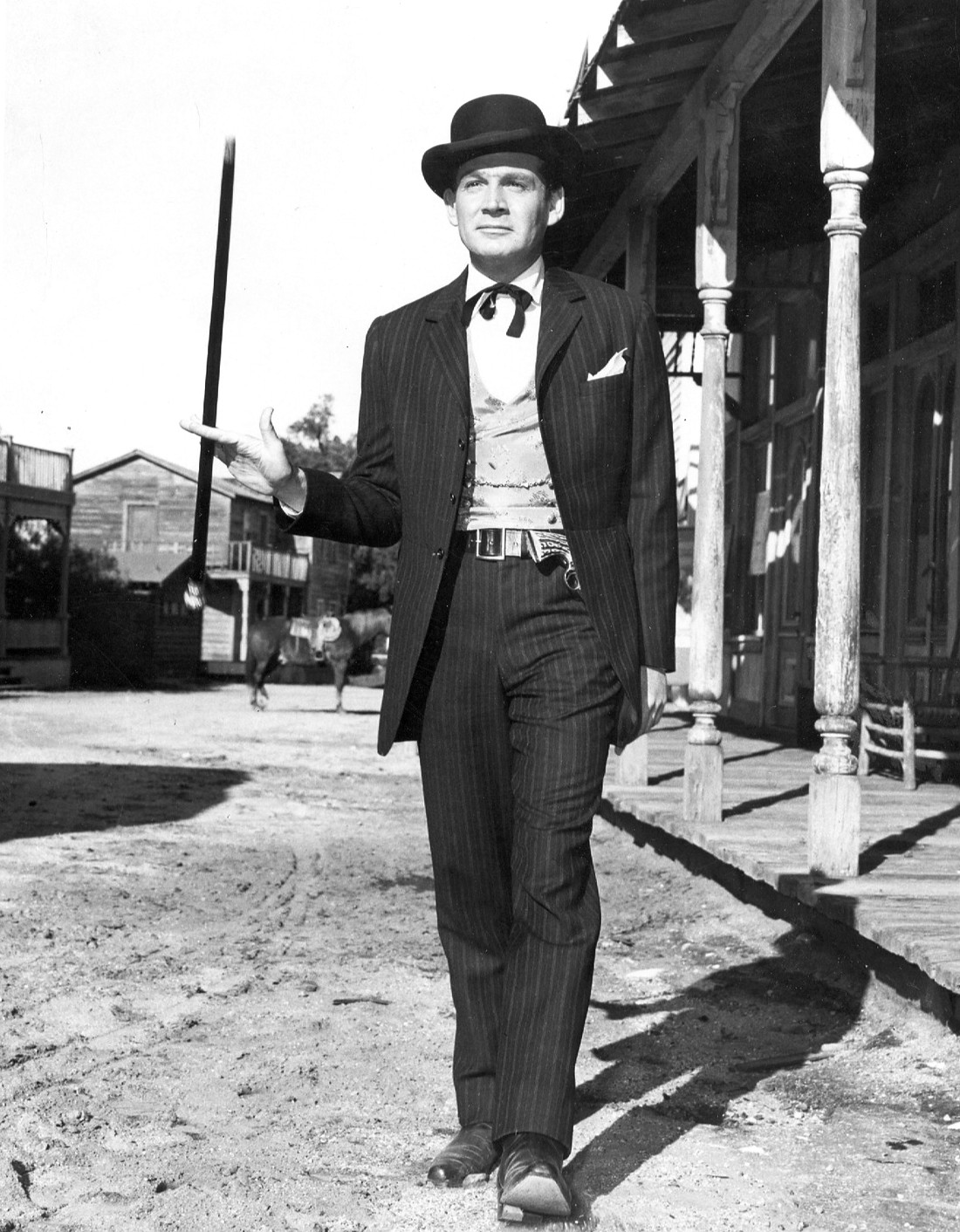
Gene Barry como Bat Masterson, um dos mais famosos "mocinhos" da TV dos muitos surgidos que se tornaram populares inclusive no Brasil entre as décadas de 1950 e 1970

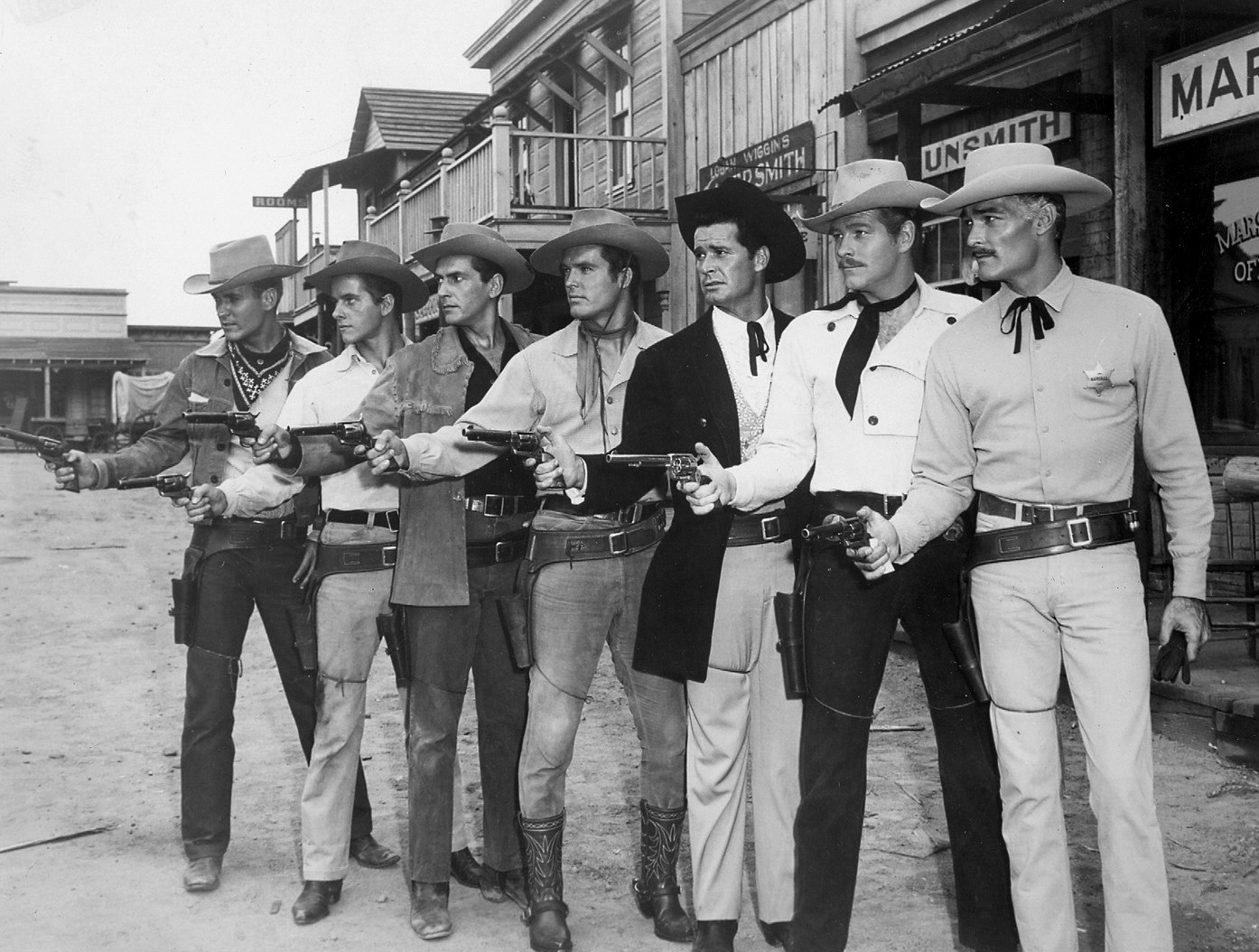
Astros das séries de TV de 1959 da Warner Brothers transmitidas nos Estados Unidos pela ABC. Da esquerda para a direita: Will Hutchins ("Sugarfoot" Brewster-Sugarfoot), Peter Brown (Johnny McKay-Lawman), Jack Kelly (Bart Maverick-Maverick), Ty Hardin (Bronco Laine-Bronco), James Garner (Bret Maverick-Maverick), Wayde Preston (Christopher Colt-Colt .45) e John Russell (Dan Troop-Lawman)

Com a explosão de popularidade da televisão, no final da década de 1940, e de 1950, os westerns tornaram-se uma parte principal da programação televisiva, que careciam de programas. Muitos filmes de série B do gênero ocupavam uma grande parte da grelha de programas. Nos Estados Unidos, a série Hopalong Cassidy deixou seu protagonista, que ficara com os direitos de exibição desprezados pelos produtores, milionário ao repassá-los para a televisão. As séries pensadas para o meio televisivo ganharam o estatuto de série de culto. As mais conhecidas foram Gunsmoke, The Lone Ranger (Zorro, no Brasil), The Cisco Kid, The Rifleman, Have Gun, Will Travel (Paladino do Oeste), Bonanza, The Big Valley, Cimarron e Maverick, entre outros.
Na década de 1970, o gênero sofreu uma revisão profunda que lhe incorporou novos elementos. McCloud, estreado em 1970, era, essencialmente, a fusão do western protagonizado pelo xerife, com o drama televisivo policial urbano moderno. Hec Ramsey era um western que incluía sempre um mistério a ser revelado no final dos episódios, ao gênero dos chamados "who-dunnit" ("quem fez isto?"). Little House on the Prairie (em Portugal, Uma casa na pradaria), ainda que a sua ação decorresse no período histórico e próprio dos westerns, junto à fronteira oeste dos Estados Unidos, era, contudo, mais um drama familiar que um western. A série Kung Fu, seguindo a tradição do pistoleiro errante, recriou o gênero com o seu personagem principal, um monge chinês que lutava usando apenas os seus dotes de artes marciais. Life and Times of Grizzly Adams tinha como ingrediente uma aventura familiar sobre um personagem com uma estranha relação com a natureza, em prol de quem o visitava no seu refúgio selvagem.

## Grandes estrelas do gênero

### Atores
| - Alan Ladd - Allan "Rocky" Lane - Audie Murphy - Ben Johnson - Bill Elliott - Bob Reeves - Bob Steele - Broncho Billy Anderson - Buck Jones - Bud Spencer - Burt Lancaster - Charles Bronson - Christian Bale - Clayton Moore - Clint Eastwood - Dean Martin - Dennis Weaver - Eli Wallach - Ernest Borgnine - Errol Flynn - Franco Nero - Fred MacMurray - Fred Thomson - Gary Cooper - Gabby Hayes - Gene Autry - George Chesebro - George O'Brien - Giuliano Gemma - Glenn Ford | - Gregory Peck - Harry Carey - Henry Fonda - Hoot Gibson - Jack Palance - James Brown - James Coburn - James Garner - James Stewart - Jay Silverheels - Joel McCrea - John McIntire - John Russell - Johnny Mack Brown - John Wayne - Ken Maynard - Kermit Maynard - Kevin Costner - Kirk Douglas - Lane Chandler - Lee Marvin - Lee Van Cleef - Lindsay Greenbush - Lorne Greene - Lou Diamond Phillips - Mario Brega - Michael Landon - Omar Sharif - Pete Morrison - Randolph Scott | - Reb Russell - Rex Allen - Richard Boone - Richard Widmark - Robert Duvall - Robert Mitchum - Robert Redford - Robert Ryan - Ron Howard - Ronald Reagan - Roy Rogers - Russell Crowe - Smiley Burnette - Steve McQueen - Stuart Whitman - Terence Hill - Tim Holt - Tim McCoy - Tom Mix - Tom Selleck - Tom Tyler - Val Kilmer - Victor Mature - Walter Brennan - William Holden - William S. Hart - Yul Brynner |

### Atrizes
| - Barbara Stanwyck - Candice Bergen - Claire Trevor - Claudia Cardinale | - Felicia Farr - Jane Russell - Jean Arthur - Maureen O'Hara | - Melissa Gilbert - Olivia de Havilland - Marie Walcamp - Helen Holmes - Marin Sais |

### Diretores
| - Andrew V. McLaglen - Anthony Mann - Cecil B. DeMille - Clint Eastwood - Don Siegel - George Stevens | - Howard Hawks - John Ford - John Huston - Kevin Costner - Lawrence Kasdan - Michael Curtiz | - Michael Landon - Raoul Walsh - Rouben Mamoulian - Sam Peckinpah - Sergio Leone |